# Баграмян (Ечмиадзин)
Вижте пояснителната страница за други значения на Баграмян.
Баграмян е град, намиращ се в източната част на Провинция Армавир, Армения.
Населението на града е 2548 души (2008).